# Пайнвилл (Арканзас)
Пайнвилл (англ. Pineville, Arkansas) — город, расположенный в округе Изард (штат Арканзас, США) с населением в 246 человек по статистическим данным переписи 2000 года.

## География
По данным Бюро переписи населения США город Пайнвилл имеет общую площадь в 4,66 квадратных километров, водных ресурсов в черте населённого пункта не имеется.
Пайнвилл расположен на высоте 210 метров над уровнем моря.

## Демография
По данным переписи населения 2000 года в Пайнвилле проживало 246 человек, 72 семьи, насчитывалось 100 домашних хозяйств и 110 жилых домов. Средняя плотность населения составляла около 53,5 человек на один квадратный километр. Расовый состав Пайнвилла по данным переписи распределился следующим образом: 98,78 % белых, 1,22 % — коренных американцев.
Испаноговорящие составили 0,41 % от всех жителей города.
Из 100 домашних хозяйств в 39,0 % — воспитывали детей в возрасте до 18 лет, 61,0 % представляли собой совместно проживающие супружеские пары, в 11,0 % семей женщины проживали без мужей, 28,0 % не имели семей. 24,0 % от общего числа семей на момент переписи жили самостоятельно, при этом 11,0 % составили одинокие пожилые люди в возрасте 65 лет и старше. Средний размер домашнего хозяйства составил 2,46 человек, а средний размер семьи — 2,97 человек.
Население города по возрастному диапазону по данным переписи 2000 года распределилось следующим образом: 28,0 % — жители младше 18 лет, 10,6 % — между 18 и 24 годами, 27,6 % — от 25 до 44 лет, 22,8 % — от 45 до 64 лет и 11,0 % — в возрасте 65 лет и старше. Средний возраст жителей составил 32 года. На каждые 100 женщин в Пайнвилле приходилось 79,6 мужчин, при этом на каждые сто женщин 18 лет и старше приходилось 90,3 мужчин также старше 18 лет.
Средний доход на одно домашнее хозяйство в городе составил 25 000 долларов США, а средний доход на одну семью — 30 208 долларов. При этом мужчины имели средний доход в 19 861 доллар США в год против 15 000 долларов среднегодового дохода у женщин. Доход на душу населения в городе составил 10 339 долларов в год. 23,5 % от всего числа семей в округе и 22,7 % от всей численности населения находилось на момент переписи населения за чертой бедности, при этом 34,4 % из них были моложе 18 лет и 9,5 % — в возрасте 65 лет и старше.